# Кркавческий камень
Кркавческий камень (также Кркавческий менгир, Камень Триглава) — 2,5 метровый рельефный каменный мегалит I века н. э., найденный в районе Кркавче словенской Истрии. Считается одним из немногих сохранившихся артефактов дохристианской древности.
Общий размер камня уменьшился в связи с обломавшейся верхушкой, и сегодня камень возвышается над землёй на 1,5 метра, уходя в землю на половину. На нём высечено изображение распростёртой женщины (или богини) с символом солнца вокруг головы.
Оригинальный камень хранится в музее, а на месте обнаружения выставлена копия. В военное время его закопали в землю, затем перенесли в место поблизости.

## Народная традиция

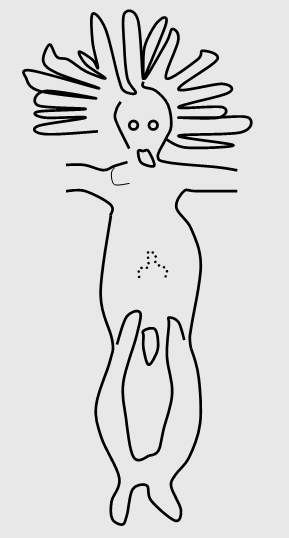
Изображение на северо-западной стороне камня

Камень являлся местом поклонения людей спустя столетия: в день Св. Вита его касались руками, на Рождество всю ночь рядом горел дубовый ствол, а поутру жители собирались и поздравляли друг друга. Приходской священник осуждал эту традицию, поэтому её справляли тайно. Местные жители считают изображение на камне богом солнца. В верхней части монолита, которая сегодня отсутствует, могла быть вырезана голова или три лица, сопровождавшиеся именем Триглава.

## Толкование

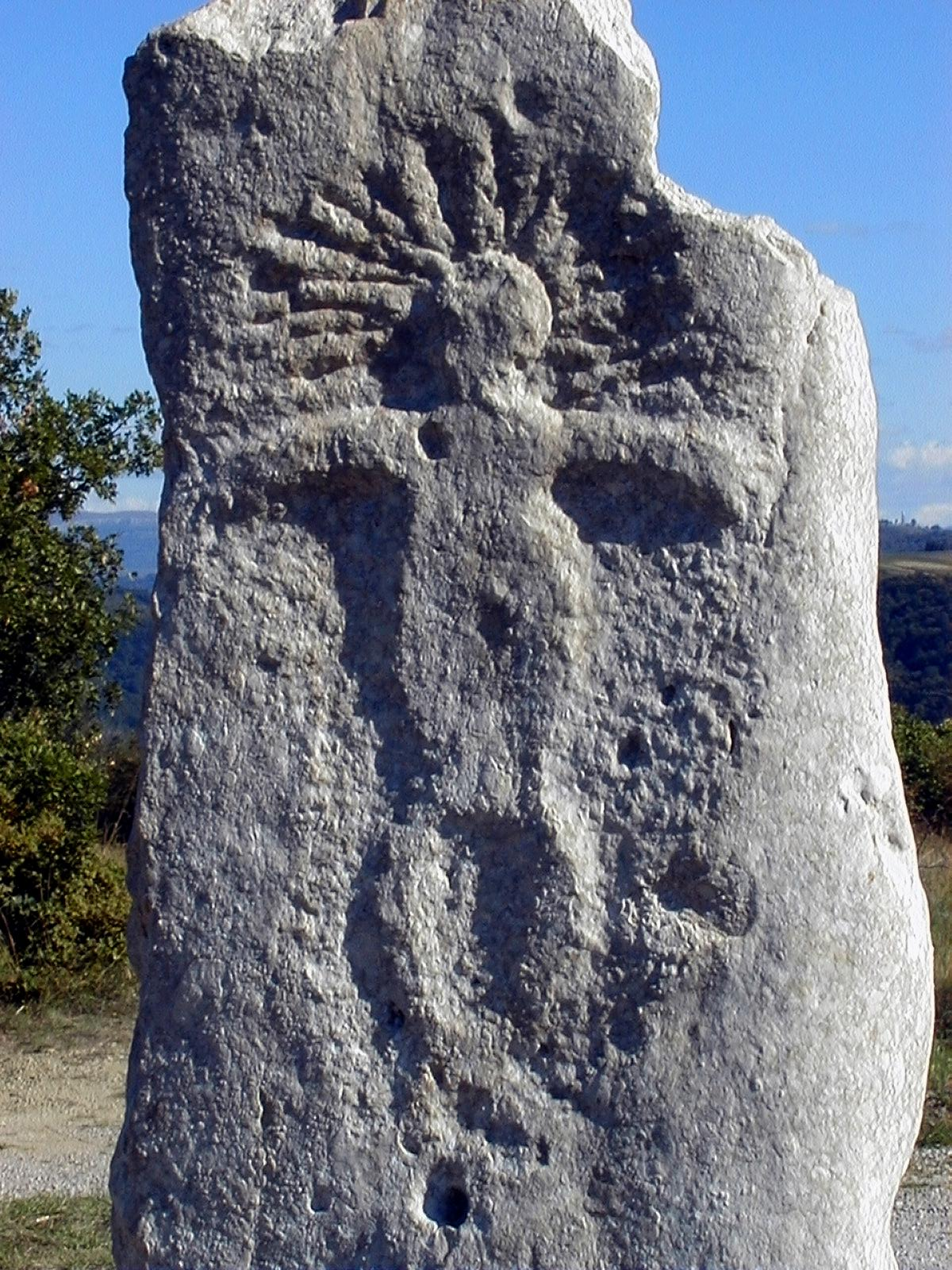
Северо-Западная сторона камня

Изображение на камне пытались интерпретировать несколько исследователей. На обеих сторонах камня вырезаны похожие изображения, которые связывают с римским божеством Митрой, либо с языческим богом зимнего солнцестояния Коледом. Существует версия об изображённом на камне "кельтском Аполлоне" Беленусом или Триглавом.
Археолог Плетерски установил, что Кркавческий камень стоит в центре условно начерченного католического креста. Четыре церкви построили вокруг камня, чтобы церковным звоном ослабить силы дьявола в камне.

## Достопримечательность
Камень является местной достопримечательностью села Кркавче в Истрии. Некоторые туристы приезжают, веря в благотворную энергетику камня. Неоязычники почитают камень как священный предмет древнего культа.